# Live in Mexico City
Albums de King Crimson
Cirkus: The Young Persons' Guide to King Crimson Live
(1999) The ProjeKcts
(1999)
Live in Mexico City est un album live de King Crimson sorti en 1999 sous forme de téléchargement WMA. Il a été enregistré les 2 et 4 août 1996 à Mexico.
Certains titres sont cependant disponibles sur d'autres albums comme Cirkus: The Young Persons' Guide to King Crimson Live (1999) et Vrooom Vrooom (2001).

## Titres
Sauf mention contraire, les chansons sont de Adrian Belew, Bill Bruford Robert Fripp, Trey Gunn, Tony Levin et Pat Mastelotto.
1. Dinosaur
2. One Time
3. VROOOM VROOOM
4. B'Boom
5. THRAK
6. Sex Sleep Eat Drink Dream
7. The Talking Drum (Bruford, Cross, Fripp, Muir, Wetton)
8. Larks' Tongues in Aspic (Part II) (Fripp)
9. Neurotica (Belew, Bruford, Fripp, Levin)
10. 21st Century Schizoid Man (Fripp, Giles, Lake, McDonald, Sinfield)
Inclut :
  - Mirrors
11. Prism (Favre)
12. Red (Fripp)

## Personnel
- Robert Fripp : guitare
- Adrian Belew : guitare, chant
- Tony Levin : basse, Chapman stick
- Trey Gunn : warr guitar
- Bill Bruford : batterie, percussions
- Pat Mastelotto : batterie, percussion
- Ronan Chris Murphy : mixage